# 1984 (brytyjski zespół muzyczny)
1984 – licealna kapela brytyjskiego muzyka, gitarzysty i astrofizyka Briana Maya.

## Historia
Nazwa zespołu pochodzi od tytułu książki George’a Orwella pt. „Rok 1984”. Zespół stworzył Brian May wraz z Timem Staffelem. Oprócz nich członkami zespołu byli Dave Dilloway (gitara basowa), John Garnham (gitara i chórki), Richard Thompson (perkusja) i John Sanger (pianino). Obaj panowie, po nieudanym sukcesie zespołu, wraz z Rogerem Taylorem, utworzyli zespół Smile. Można by rzec, że zespół 1984 jak i Smile są początkiem zespołu Queen. Zespół miał okazję supportować Jimiego Hendriksa, Traffic, T-Rex i Pink Floyd.

## 1967–1968
W 1967 roku zespół nagrał 12 utworów w Thames Television's Broom Lane Studios w Teddington. Co dziwne, studio zezwoliło tak małemu zespołowi na korzystanie z całego asortymentu dostępnego w studio. Wszystkie utwory nagrane były w wersji mono. Rok później Brian May i Tim Staffel odłączyli się od zespołu.

## Piosenki zespołu[2]
- Go Now
- Yesterday
- I’m A Loser
- Help!
- Jack of Diamonds
- I Wish You Would
- I Feel Fine
- Little Egypt
- Lucille
- Too Much Monkey Business
- I Got My Mojo Working
- Walking the Dog
- Heart Full of Soul
- Bright Lights, Big City
- Chains
- Little Rendezvous
- I’m A Man
- Bye Bye Bird
- Dancing in the Street
- Eight Days a Week
- I’m Taking Her Home
- My Generation
- Cool Jerk
- R-E-S-P-E-C-T
- My Girl
- Shake
- (I’m Not Your) Stepping Stone
- You Keep Me Hangin' On
- Watcha Gonna Do 'Bout It?
- Substitute
- How Can It Be
- Dream
- Sha La La La Lee
- So Sad (To Watch Good Love Go Bad
- Stone Free
- She’s Gone
- Knock On Wood
- Happy Hendrix Polka